# الجلة القديم
مركز الجلة القديم هو مركزٌ إداري تابعٌ لمحافظة القويعية في منطقة الرياض ، ويصنف من فئة (ب) ورمزها 1222.